# Activia
Activia é uma marca usada em uma linha de produtos lácteos do Grupo Danone. É produzida em mais de 30 de países ao redor do mundo e chegou ao Brasil em janeiro de 2004.

## Características
A linha Activia é formada por alimentos probióticos, com propriedades funcionais que ajudam a regular o trânsito intestinal.
Contém o bacilo DanRegularis, nome para o probiótico Bífidobacterium animalis DN173010, patenteado pela Danone, que é capaz de sobreviver ao processo digestivo e chegar vivo ao intestino para ajudar a regular seu funcionamento.
Cada porção de Activia contém mais de 1 trilhão desses bacilos, que trabalham para ajudar a melhorar o intestino preguiçoso, problema que atinge cerca de 17% da população brasileira, segundo estudo da ACNielsen, de 2003.
Todos os iogurtes têm tipicamente duas culturas de bactérias: Lactobacillus bulgaricus e Streptococcus thermophilus. Activia é um produto lácteo fermentado com essas linhagens de bactérias tradicionais de iogurte combinadas com o DanRegularis.

## Linha de produtos
A linha Activia está disponível nas versões regular e light (linha com 0% de gordura, lançada em 2007), nas versões com polpa ou pedaços de frutas (líquido ou para comer de colher) e natural. Conta com sabores como ameixa, aveia, frutas vermelhas, morango, original, natural, coco, frutas sortidas ou original e laranja, cenoura e mel.